# Cirolana poissoni
Cirolana poissoni är en kräftdjursart som först beskrevs av Renaud Maurice Adrien Paulian och Delamare Deboutteville 1956.  Cirolana poissoni ingår i släktet Cirolana och familjen Cirolanidae. Inga underarter finns listade i Catalogue of Life.